# Décembre 1950

## Évènements
- Sortie du Bic Cristal.
- Création du club de football de L'Olympique lyonnais.
- Eisenhower est nommé commandant suprême de l’OTAN en Europe.

- 4 décembre, guerre de Corée : les communistes occupent à nouveau Pyongyang.

- 5 décembre : 
  - Élection d’une Assemblée nationale en Libye pour élaborer une constitution et mettre en place un gouvernement en vue de l’indépendance (résolution 289 de l’ONU du 21 novembre 1949[1]). L’Assemblée nationale offre la couronne au roi Idriss.
  - Traité entre l’Inde et le Sikkim, qui obtient une totale autonomie interne[2].

- 6 décembre : 
  - Le général de Lattre de Tassigny est nommé Haut-Commissaire en Indochine.
  - Paul Magloire est élu président à Haïti (fin en 1956).

- 30 décembre : constitution en Gold Coast introduisant un système ministériel.

## Naissances
- 1er décembre : Daniel Hétu, pianiste canadien († 8 janvier 2008).
- 2 décembre : Benjamin Stora, Historien Français.
- 3 décembre : Asa Hutchinson, Homme politique et gouverneur de l'État de l'Arkansas de 2015 à 2023.
- 5 décembre : Jean-Luc Petitrenaud, journaliste et critique gastronomique français († 10 janvier 2025).
- 6 décembre : Franco Bieler, skieur alpin valdôtain des années 70.
- 6 décembre : Joe Hisaishi, compositeur japonais.
- 8 décembre : Sorapong Chatree, acteur thaïlandais († 10 mars 2022).
- 11 décembre : Olaf Van Cleef, peintre néerlandais.
- 13 décembre : Tom Vilsack, secrétaire à l'Agriculture des États-Unis de 2009 à 2017 et Secrétaire à l'Agriculture des États-Unis d'Amérique depuis 2021.
- 19 décembre : Steven M. Wise, juriste américain († 15 février 2024).
- 20 décembre : 
  - Carolyn Bennett, femme politique canadienne.
  - Théodule Toulotte, lutteur français.
- 21 décembre : Lillebjørn Nilsen, chanteur norvégien († 27 janvier 2024).
- 23 décembre : Vicente del Bosque, ancien joueur de football espagnol, entraîneur.
- 26 décembre : Glen Pearson, homme politique.
- 27 décembre :
  - Mark Goresky, mathématicien canadien.
  - Andreï Sousline, mathématicien soviétique puis russe († 10 juillet 2018).
- 29 décembre : Jon Polito, acteur américain († 1er septembre 2016).

## Décès
- 21 décembre : Konrad von Preysing, cardinal allemand, évêque de Berlin (° 30 août 1880).
- 26 décembre : Liane de Pougy, danseuse et courtisane de la Belle Époque (° 2 juillet 1869).
- 27 décembre : Max Beckmann, peintre et dessinateur allemand (° 12 février 1884).
- 31 décembre :
  - Jules Buysse, coureur cycliste belge (° 13 août 1901).
  - Charles Koechlin, compositeur français (° 1867).